# Киргизская «фабрика троллей»
Киргизские интернет-тролли (киргизская «фабрика троллей», «фабрика фейков») — спонсируемые киргизскими политиками и организациями анонимные политические интернет-комментаторы и тролли, связанные с Кыргызстаном.
В киргизском сегменте социальных сетей действует значительное количество поддельных аккаунтов, созданных для оплачиваемого троллинга. Эти профили служат интересам политических деятелей и известных личностей, которые обслуживаются «фабриками троллей». Фейковые аккаунты активно взаимодействуют с другими пользователями, распространяют дезинформацию и создают иллюзию широкой общественной поддержки. Кроме того, существует небольшая группа троллей, которая оказывает поддержку или стремится дискредитировать определённых политиков и партии.
Кыргызские фейковые аккаунты использовались в рамках различных кампаний, включая семью Матраимовых, бывшего президента Сооронбая Жээнбекова и Алмазбека Атамбаева. В преддверии крупных политических событий тролли обычно проявляют повышенную активность. Например «фабрики троллей» дискредитировали Сооронбая Жээнбекова и поддерживали Алмазбека Атамбаева и приближённых к нему политиков.

## История

### Фон
Культура фейковых комментариев в Кыргызстане существует как минимум с начала 2010-х годов и имеет свои корни в коммерческом секторе, где люди за плату оставляли положительные отзывы на сайтах компаний. Феномен также проявлялся на форумах, где встречались однотипные посты в поддержку определённой партии во время выборов.
С 2015 года роль социальных сетей в избирательной работе начала расти, достигнув 10 % во время парламентских выборов. К 2016 году этот процент вырос до 30 %, что сделало социальные сети важным выбором для пиара политических партий. На восприятие социальных сетей в Кыргызстане также повлияла победа Дональда Трампа на выборах президента США в 2016 году.

### Поддержка Алмазбека Атамбаева
В Кыргызстане «фабрики троллей» использовались в продвижении президента Алмазбека Атамбаева. Журналисты Kloop.kg поговорили с человеком, управлявшим фейковыми аккаунтами в его поддержку. Он утверждал, что его наняли весной 2018 года, когда началась кампания против Атамбаева. Работодатели якобы из круга Атамбаева организовали Telegram-чат, в котором давали ссылки для реакции. Сотрудникам предоставлялись конкретные сообщения для продвижения, включая определённые достижения Атамбаева.

### Поддержка Сооронбая Жээнбекова
В период правления Сооронбая Жээнбекова власти Кыргызстана якобы использовали фейки как во время выборов, так и в обычное время для оперативного реагирования на критику. Фейками активно оперировали как в аппарате президента, так и в аппарате правительства. С 2017 года, начиная с президентских выборов, использование фейков нарастало. Сначала одна и та же ферма обслуживала как Матраимовых, так и власть, но после выборов они разделились. Фейки, созданные в поддержку Жээнбекова, якобы координировал депутат Асылбек Жээнбеков.
В июле 2020 года журналистка Раушан Айткулова обвинила президента Жээнбекова в неэффективной борьбе с коронавирусом, подав заявление в Генпрокуратуру. В это же время она начала сбор подписей для импичмента на сайте Change.org, который был заблокирован 15 июля в Кыргызстане без объяснения причин. В Instagram появились аккаунты, которые высказывали поддержку Жээнбекову, оправдывая его и нападая на Айткулову.

### Поддержка клана Матраимовых
В конце 2019 года СМИ, освещавшие расследования о коррупции на таможне, заметили, что фейковые аккаунты в соцсетях начали атаковать и комментировать их публикации. Два из таких аккаунтов были замечены за активной деятельностью в обсуждении материалов о клане Матраимовых, вступая в дискуссии с критиками семьи бывшего таможенника Райымбека Матраимова. Кроме того, эти аккаунты вели свои странички схожим образом.
В декабре 2020 года издание Kloop.kg представило расследование о «фабриках троллей» и об утверждённых связях Дайырбека Орунбекова с «фейк-фермами», поддерживающими семью бывшего заместителя председателя Таможенной службы Райымбека Матраимова. После выхода серии материалов о коррупции на таможне в соцсетях развернулась целая кампания по очернению журналистов, которые проводили расследование и публиковали материалы о Матраимовых, а также в поддержку последних. Kloop выяснил, что Орунбеков вместе с 20 журналистами в подчинении работал в соцсетях, опровергая факты, приведенные в расследовании, и пытаясь дискредитировать его авторов. В материале называлась цифра в 100 фейковых аккаунтов на Facebook, которые «формировали мнение общества».  С 2022 Дайырбек Орунбеков является руководителем службы информационной политики нынешнего президента Садыра Жапарова. Орунбекова связывают с формировании образа общественной поддержки президента Жапарова и дискредитацией независимых СМИ, оппозиционных политиков, активистов и НКО через фабрики троллей.

### Поддержка Садыра Жапарова
После протестов в стране в октябре 2020 года близкие к партии «Мекеним Кыргызстан» лица скрывали свои публикации, а фейковые аккаунты активизировались в поддержку Садыра Жапарова, который ранее был в тюрьме и стал главой страны после отставки президента Жээнбекова. Журналисты Kloop.kg обнаружили около 800 фейковых аккаунтов в социальных сетях, которые представляли собой «фабрики фейков», активные в киргизском Интернете. Профили поддерживали провластные партии, такие как «Биримдик», «Мекеним Кыргызстан», «Кыргызстан» и «Республика».
Отмечается, что на Садыра Жапарова начала работать «фабрика троллей» Матраимова и Жээнбекова. В начале октября 2020 года фейковые аккаунты, связанные с Жээнбековым и партией «Мекеним Кыргызстан», начали поддерживать интересы действовавшего премьер-министра и исполняющего обязанности президента Кыргызстана Садыра Жапарова. В ходе беседы журналистов с представителями «фабрик троллей» выяснилось, что политические партии формировали спецподразделения для продвижения своей агитации в социальных сетях. Троллям предоставлялись технические средства и рабочие места, они работали в интересах крупной партии, занимаясь продвижением её идей в соцсетях, пиаром кандидатов, мониторингом новостей и дискредитацией соперников. Основная борьба разворачивалась в обсуждениях под материалами известных онлайн-изданий Кыргызстана и на официальных страницах политических партий.
Фейковые аккаунты, продвигавшие «Мекеним Кыргызстан», акцентировались на «позитивных» обсуждениях. Они активно поддерживали кандидатов, оставляя положительные комментарии и распространяя предвыборные заявления.

### Поддержка КТРК
В июне 2023 года платформа Checkit Media представила первую часть своего расследования. что, начиная с ноября 2022 года, с момента создания нового подразделения в Национальной телерадиовещательной корпорации (КТРК), из одних и тех же аккаунтов стали появляться посты, выражающие похвалу власти и критику оппозиции, неправительственных организаций и независимых СМИ. Ресурс утверждал, что такие публикации не ограничиваются только личными аккаунтами сотрудников КТРК и также дублируются в постах фейковых аккаунтов. В расследовании говорится, что SMM-отдел телерадиокорпорации фактически является «фейк-фабрикой», получая указания от руководителя службы информационной политики администрации президента Дайырбека Орунбекова. Он впоследствии опроверг эту информацию.
Продолжение расследования под названием «Президент нуждается в поддержке фейков?», выпущенное в августе 2023 года, рассказывает о фейковых аккаунтах в поддержку Садыра Жапарова в 2020 году и президентских выборах 2021 года. Вторая часть также подробно описывает привлечение сотрудников КТРК, государственного информационного агентства «Кабар», а также различных ведомств для выражения похвалы главе государства в социальных сетях. КТРК опровергла информацию о её связи с «фабриками троллей».

## Внутреннее устройство
Как следует из расследования openDemocracy, вступить в ряды «фабрик троллей» в Кыргызстане возможно лишь по знакомству, поскольку вакансии такого рода отсутствуют на специализированных сайтах по поиску работы. Известно, что подобные «фабрики» в основном расположены в Бишкеке и поддерживают строгую конфиденциальность своей деятельности, что делает невозможным определение масштабов этого рынка.
На условиях анонимности несколько троллей рассказало журналистам о своей работе. Один из бывших сотрудников заявил, что выбрал эту работу из-за несложного труда и хорошей заработной платы, а также отметил разнообразие заказчиков «фабрики троллей», включая известных политиков, личностей с плохой репутацией и владельцев крупных компаний. Он уточнил, что обычно их задачей было обеспечивать защиту и поддержку заказчиков в социальных сетях, но также возникали ситуации, когда их просили «гасить» конкурентов заказчиков.
Одна из «фабрик троллей» охватывала широко популярные в Кыргызстане социальные сети, такие как Facebook и Instagram, с редкими случаями комментирования в Твиттере, YouTube и других платформах. Тролли искусственно поднимали заказные темы в тренды с помощью взаимных лайков и репостов, притом некоторым из работников при общении с оппонентами позволялось использование нецензурной лексики и оскорблений. Бывший сотрудник подчеркнул, что основным правилом было максимальное количество комментариев и постов, поэтому тролли активно участвовали в обсуждениях. Основными объектами комментирования, по словам бывшего работника, были публикации на страницах Kloop.kg, Радио «Азаттык», 24.kg и «АКИпресс».
У каждого тролля был стандартный набор инструментов, включая пачку SIM-карт и один рабочий телефон для регистрации в социальных сетях. Создание фейковой страницы требовало нескольких недель, иногда месяцев. Фотографии для фальшивых аккаунтов брались с профилей реальных людей из других стран, зарегистрированных в Instagram, «ВКонтакте» и «Одноклассниках». Тролли не имели трудовых договоров и получали зарплату без уплаты налогов.